# Todd Rhodes
Todd Rhodes (Hopkinsville, 31 augustus 1900 - Detroit, 4 juni 1965) was een Amerikaanse jazz- en rhythm & blues-pianist, bandleider en arrangeur.
Rhodes studeerde aan Springfield School of Music (1915-1917) en vier jaar lang aan Erie Conservatory of Music. Begin jaren twintig werd hij pianist bij Synco Novelty Orchestra van William McKinney, dat rond 1927 McKinney's Cotton Pickers ging heten en geleid werd door Don Redman. Ook arrangeerde hij voor deze band. Met de groep nam Rhodes in de periode 1928-1931 veel platen op die werden uitgebracht door Victor, waaronder Rhodes' compositie "Put It There" (1928). Met de groep speelde hij ruim drie jaar in Graystone Ballroom in Detroit en toen Rhodes in de herfst van 1934 de band verliet, bleef hij in de stad hangen. Hij speelde hier met allerlei bands en met de swinggroep van Cecil Lee waarmee hij tot eind 1943 actief was. Tijdens de Tweede Wereldoorlog werkte hij vrijwllig als onderhoudsman om de war effort te ondersteunen. Hij leidde een kwartet en daarna een sextet. Van juli 1947 tot midden 1950 nam hij platen op voor Sensation Records, waarvan verschillende ook uitkwamen op Vitacoustic en King Records. Hij maakte nu rhythm & blues-platen en sommige daarvan hadden succes: "Blues for the Red Boy"  (1947) haalde de vierde plaats in de R & B-lijsten en het voor King opgenomen "Pot Likker" (1949) zelfs de derde plaats. Naast zijn eigen werk was hij tevens actief als sideman voor bijvoorbeeld Dave Bartholomew en Wynonie Harris.

## Discografie (selectie)
als leider:
- Todd Rhodes Playing His Greatest Hits, King, 1954
- Dance Music, King, 1960
- Blues for the Red Boy (sensation-opnames 1947-1951), Ace Records, 2002
- 1947-1949, Chronological Classics, 2002
- 1950-1951, Chronological Classics, 2002
- 1952-1954, Chronological Classics, 2002
- Your Daddy's Doggin; Around, Jukebox Lil, 2009